# Yawe Davis
Yawe Davis (Kampala, 27 settembre 1962 – Genova, 9 gennaio 2024) è stato un pugile italiano di origine ugandese.

## Biografia

### Carriera pugilistica
Di origini ugandesi, si dedicò già in giovane età al pugilato, prima tra i dilettanti e poi nelle categorie superiori. Si mise in mostra a Napoli, Genova e Roma in vari match, arrivando anche a conquistare il titolo italiano dei pesi mediomassimi. 

### Attività cinematografica
Dopo il pugilato visse una breve parentesi da attore, comparendo nei film Uno scugnizzo a New York con Nino D'Angelo e poi col trio di Aldo, Giovanni e Giacomo in La leggenda di Al, John e Jack, ancora in un ruolo pugilistico. 

### Morte
Morì a Genova il 9 gennaio 2024 all'età di 61 anni.

## Filmografia
- Uno scugnizzo a New York, regia di Mariano Laurenti (1984)
- La leggenda di Al, John e Jack, regia di Aldo, Giovanni e Giacomo e Massimo Venier (2002)